# Lasioglossum vierecki
Lasioglossum vierecki är en biart som först beskrevs av Crawford 1904. Den ingår i släktet smalbin och familjen vägbin. Inga underarter finns listade i Catalogue of Life.

## Beskrivning
Båda könen har en metalliskt brunaktigt grön grundfärg på huvud och mellankropp. Hanarna har även denna färg på bakkroppen, men mittparitiet av densamma är svartbrunt. Grundfärgen på honornas bakkropp är rostbrun, men den är dold av en kort men tät, blekgul behåring som även täcker huvud och den bakre mellankroppen. Arten är inget stort bi, med en genomsnittlig längd av 4 mm.

## Utbredning
Lasioglossum vierecki är en art som finns i östra Nordamerika från söndra Kanada (Manitoba och  Ontario) över östra USA till Texas, Louisiana, Georgia, Texas och Florida.

## Ekologi
Arten är ett solitärt bi som föredrar att bygga sina larvbon i sandig mark.. Den flyger från april till september. Arten är oligolektisk, den söker näring från blommande växter ur många familjer, som korgblommiga växter (Pityopsis falcata och gullrissläktet), ljungväxter som ljung, ärtväxter som Dalea candida, kransblommiga växter som Monarda punctata, brakvedsväxter som Ceanothus americanus, rosväxter som Potentilla pumila (ur fingerörtssläktet), hagtornssläktet, rosor och hallonsläktet samt måreväxter som Diodella teres'.